# Apinagia petiolata
Apinagia petiolata là một loài thực vật có hoa trong họ Podostemaceae. Loài này được Hollander mô tả khoa học đầu tiên năm 1983.